# Диференциален усилвател
Диференциалният усилвател е основна част в съвременните интегрални схеми. Той съдържа два транзистора с еднакви параметри и два резистора в колекторните вериги с еднакви съпротивления. Емитерите им са свързани накъсо и се захранват чрез емитерен резистор.
При липса на сигнал на двата входа през транзисторите протичат еднакви токове. Това означава, че падовете на напрежение върху колекторните резистори са равни.
Парафазни сигнали – сигнали с противоположна полярност.
Синфазни сигнали – сигнали с еднаква полярност.
Когато се подаде парафазен сигнал на входовете на диференциалния усилвател, токовете през колекторните резистори са с противоположна посока. Когато вход 1 (V+) е с положителна полярност, през транзистор 1 протича ток от колектора към емитера. Това води до намаляване на изходното напрежение. За транзистор 2 се получава обратния процес. При отрицателна полярност на вход 2 (V-) транзистора се запушва и това води до повишаване на потенциала на колектора. Ако към колекторите на транзисторите се включи товарно съпротивление, през него ще протече ток породен от потенциалната разлика между изход 1 и изход 2. Това може да се изрази чрез:
```
V
out
 = A.(V
+
-V
-
)
```

където А е предавателния коефициент (англ. gain) на усилвателя.
При синфазни сигнали се предизвиква еднакви токове в транзисторите и еднакви падове на напрежение в техните колектори. По тази причина в товарното съпротивление няма да протече ток.
Диференциалният усилвател често се включва несиметрично спрямо входа или спрямо изхода.